# 페인담

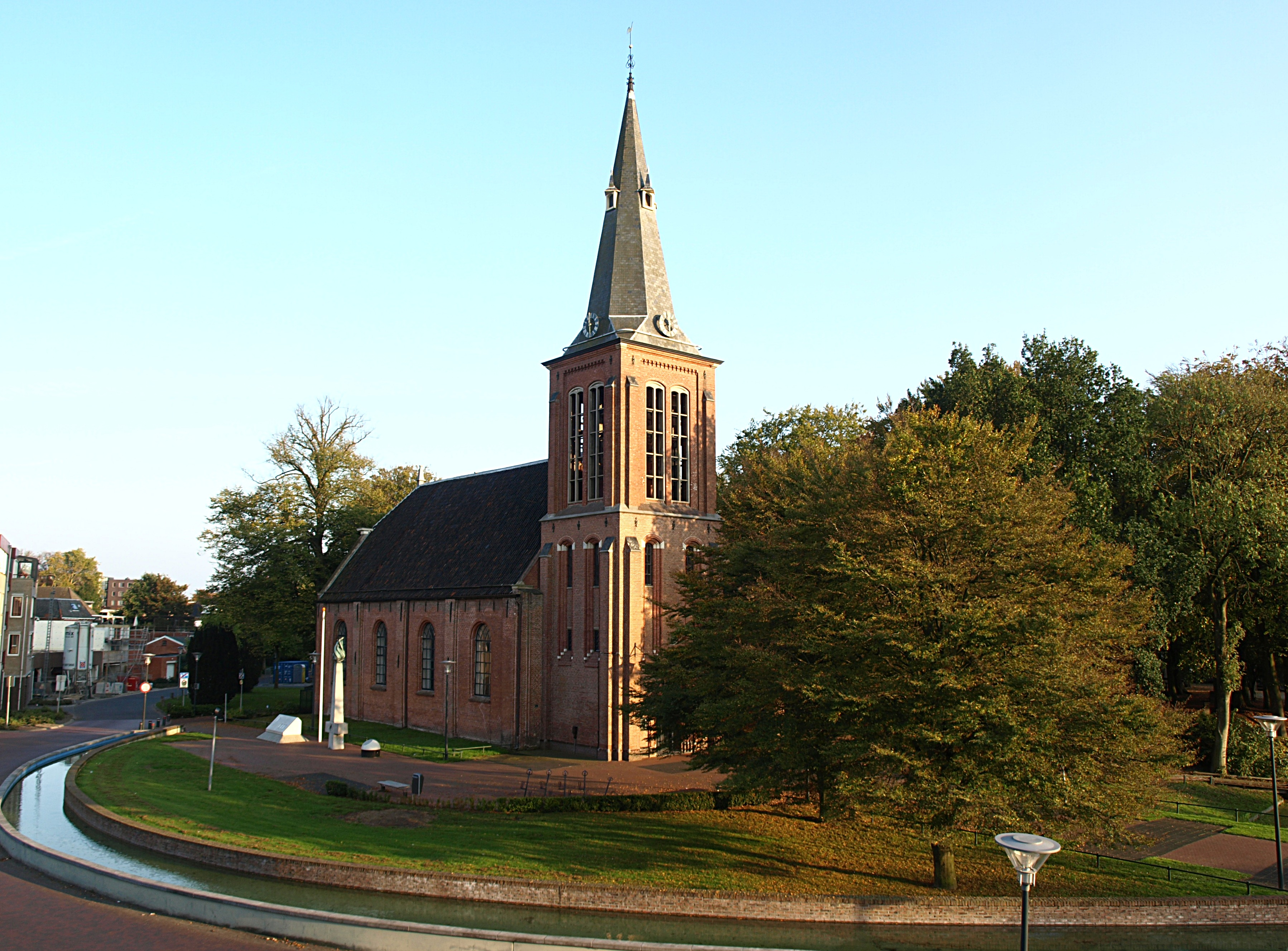
페인담

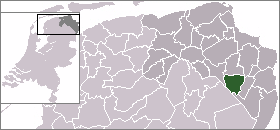
페인담의 위치

페인담(네덜란드어: Veendam)은 네덜란드 북동부 흐로닝언주의 도시로 면적은 78.68km2, 높이는 2m, 인구는 27,752명(2014년 5월 기준), 인구 밀도는 365명/km2이다.

시기
시 문장